# Петър Стоянович
Петър Иванов Стоянович е български историк, журналист, ПР и политик. 
По време на управлението на ОДС (1997 – 2001) е парламентарен секретар и началник на кабинета на министъра на външните работи Надежда Михайлова. Заема и висши партийни постове в СДС (2001 – 2003) и в ПП „Движение „Гергьовден“ (2003 – 2010). От  2013 до 2014 г. е министър на културата в правителството на Пламен Орешарски (БСП и ДПС с подкрепата на „Атака“). 
Петър Стоянович има онс „доктор на историческите науки“. Доцент е в Института за исторически изследвания на БАН. Защитава професури в Шуменския университет и в БАН.

## Биография

### Произход
Петър Стоянович е роден на 25 юни 1967 г. в София, България. Правнук е на Иван Стоянович – Аджелето, националреволюционер, съединист и политик. Внук е на д-р Петър Стоянович, завършил държавни науки в Германия, тютюнев експерт, генерален директор на концерна „Реемсма“ – Хамбург за Югоизточна Европа, съден от Народния съд. Баща му Иван Стоянович (1930 – 1999) е кинокритик, журналист и писател. Майка му Ани Бакалова (1940 – 2016) е известна театрална и филмова актриса. Брат му Димитър Стоянович (р. 1977) е сценарист и журналист.

### Образование и редовна военна служба
Завършва 6-о основно училище „Граф Игнатиев“ в София и Немската езикова гимназия „Карл Либкнехт“ в София (днес 91 НЕГ „Проф. Константин Гълъбов“).
Служи в поделение 28140, Стара Загора – наследник на 8-и артилерийски на Н. В. Цар Фердинанд I Тунджански полк (1986 – 1988). Уволнява се със звание редник.

### Академична кариера
Доцент (2016 г.) в Института за исторически изследвания към БАН. Хоноруван преподавател в Софийския университет (2017 – 2021).
Редовен преподавател във факултета „Хуманитарни науки“, катедра по журналистика, на Шуменския университет, където през 2018 г. получава професорска титла. Защитава професорска титла и в Българската академия на науките (2022 г.).

### Политическа кариера
Парламентарен секретар на Министерството на външните работи (февруари 1998 – март 2000). Ръководи бюрото на Надежда Михайлова като заместник-председател на Европейската народна партия (1999 – 2003).
Началник на Кабинета на министъра на външните работи Надежда Михайлова (март 2000 – юли 2001). Напуска МВнР с ранг „пълномощен министър“.
Международен секретар и член на Националния съвет на СДС (2001 – 2003), секретар на НИС на СДС (2002 – 2003). Заместник-председател на СДС-София (2002 – 2003). Като ръководител на предизборния щаб на кандидата за кмет на София напуска СДС и всички заемани от него длъжности в партията в знак на протест срещу отношението на партийното ръководство към кандидата Пламен Орешарски и провала на кампанията.
Политически (2003 – 2007) и международен секретар (2005 – 2007) на ПП „Движение „Гергьовден“. Председател на ПП „Движение „Гергьовден“ (април 2007 – септември 2010 г.) Напуска ПП „Движение „Гергьовден“ през април 2011 г.
Член на редакционния екип на списание „Разум“.
След септември 2010 г. е на свободна практика.
Министър на културата, безпартиен, в редовното правителство на Пламен Орешарски (29 май 2013 – 8 август 2014).

#### Членства в научни организации и сдружения:
Председател на Българско Царско историческо общество, София (от 2016).

## Отличия
Хердеров стипендиант за история на фондация „Алфред Тьопфер“ – Хамбург, посочен от проф. д-р Милчо Лалков като носител на Хердеровата награда (1995).
Рицар на цивилния кръст за заслуги на Република Малта, 2001.
Велик офицер на Суверенния военен орден на хоспиталиерите на Свети Йоан от Йерусалим, Родос и Малта, 2014.
„Свети Александър“ II степен, Голям офицерски кръст със звезда, 2022.
Почетен доктор на Шуменския университет.

## Семейство
Петър Стоянович има двама сина и дъщеря.

#### Дисертации
- Fürst Ferdinand I. von Bulgarien in den Augen der österreichisch-ungarischen Diplomatie (1894-1898). Защитена „с отличие“ (1998). Научно жури за присъждане на научна степен „доктор на историята“ на Университета Виена, Австрия, в състав: Prof. Dr. Max Demeter Pеyfuss, Prof. Dr. Horst Haselsteiner, Институт за Източна- и Югоизточноевропейска история на Университета Виена.
- Иван Стоянович в процеса на изграждане и модернизация на младата българска държава (1878 – 1918 г.). Защитена (2015). За присъждане на научна степен „доктор на историческите науки“, Шуменски университет „Епископ Константин Преславски“, рецензенти: проф. дин Андрей Пантев, проф. дин Людмил Спасов, проф. д-р Росица Ангелова; научно жури: проф. д-р Росица Ангелова, проф. дин Андрей Пантев, проф. дин Иван Стоянов, проф. дин Христо Глушков, доц. д-р Васил Параскевов, доц. д-р Николай Проданов.

#### Монографии
- Die Kandidaten für den bulgarischen Thron und die Wahl des Prinzen Ferdinand von Sachsen-Coburg und Gotha zum Fürsten von Bulgarien (1886-1887). Universität Wien, 1996.
- Между Дунав и Нева. Княз Фердинанд I Български през погледа на австро-унгарската дипломация 1894–1899. С.: ЛИК, 1999.
- Движение Гергьовден и неговите партньори – политическа история, ентъртейнмънт, пиарски послания, рекламна дейност (1990-2009). С приложение на знакови документи, агитационни и рекламни материали. С.: НБКМ, 2016.
- Известният непознат. Иван Стоянович 1862–1947. С.: Сиела, 2012.
- Междуцарствието, кризата и битката за българския трон (1886–1887). Солисти и статисти - от Батенберг до Кобург“. С.: Захарий Стоянов, 2017, 224 стр. ISBN 978-954-09-1161-8
- Пътят към София. Произход, образование и мотивация на принц Фердинанд Сакс Кобургски и Готски за мисията в България. Велико Търново: Фабер, 2021, 256 стр.
- Zar Ferdinand I. (geb. Prinz von Sachsen-Coburg und Gotha). Seine Herkunft, Bildung, Motivation und der Aufbau des modernen Bulgarien 1861-1887-1912 (Geschichte, Bd. 184). Wien: LIT, 2021, 399 S.
- Фердинандеум. Фердинанд I и европеизацията на България, представена в избрани области на държавното управление и в обществото 1861-1887-1912. Велико Търново: Фабер, 2022, 836 стр.
- Завоят на Изток. Княз Фердинанд I в дипломатическите документи на австро-Унгария 1894-1899“. С.: Издателство на БАН „Марин Дринов“, 2023, 183 стр.
- Das Interregnum, die Bulgarische Krise und der Kampf um den Thron (1886 - 1887), Miscellanea Bulgarica Nr. 27. Wien: LIT, 2023, 137 S.
- King Ferdinand of Bulgaria and the Europeanisation of Bulgaria, presented in selected areas of State administration and Society 1861-1887-1912. Veliko Tarnovo: Faber, 2024, 790 p.

#### Научна редакция
- В. Александров, „Брест-Литовският мирен договор 1918“, Военно издателство, 2009 – научна редакция и предговор

#### Сценарии
- „Известният непознат“ (2015) – документален филм за Иван Стоянович-Аджелето, режисьор и съсценарист Светослав Овчаров.

#### Други
- „Иван Стоянович-Аджелето. Живот и дело, 1862–1947“ (документална изложба, Пловдив 2008) – предговор и каталог
- „Така би сготвила баба ти“, изд. „Гурме пъблишинг“, 2016.
- „Така би замезил дядо ти“, изд. „Гурме публишинг“, 2017.
- „Кухнята на баба и на проклетото й внуче“, Велико Търново: Фабер, 2022.